# Acanthurus thompsoni
Acanthurus thompsoni е вид лъчеперка от семейство Acanthuridae. Видът е незастрашен от изчезване.

## Разпространение и местообитание
Разпространен е в Австралия, Американска Самоа, Бангладеш, Британска индоокеанска територия, Бруней, Вануату, Виетнам, Гуам, Йемен, Източен Тимор, Индия (Андамански и Никобарски острови), Индонезия, Кения, Кирибати (Гилбъртови острови, Лайн и Феникс), Кокосови острови, Коморски острови, Мавриций, Мадагаскар, Майот, Малайзия, Малдиви, Малки далечни острови на САЩ (Атол Джонстън, Лайн, Мидуей, Остров Бейкър, Уейк и Хауленд), Маршалови острови, Мианмар, Микронезия, Мозамбик, Науру, Ниуе, Нова Каледония, Остров Рождество, Острови Кук, Палау, Папуа Нова Гвинея, Параселски острови, Питкерн, Провинции в КНР, Реюнион, Самоа, САЩ (Хавайски острови), Северни Мариански острови, Сейшели, Сингапур, Соломонови острови, Острови Спратли, Тайван, Тайланд, Танзания, Токелау, Тонга, Тувалу, Уолис и Футуна, Фиджи, Филипини, Френска Полинезия, Френски южни и антарктически територии (Нормандски острови), Шри Ланка, Южна Африка и Япония.
Среща се на дълбочина от 2,8 до 119 m, при температура на водата от 22,5 до 29,3 °C и соленост 34,2 – 35,4 ‰.

## Описание
На дължина достигат до 27 cm.
Популацията им е стабилна.